# John H. Chapman Space Centre
Koordinaten: 45° 31′ 12″ N, 73° 23′ 36″ W
In dem John H. Chapman Space Centre in Longueuil, Québec, Kanada befindet sich der Hauptsitz der kanadischen Raumfahrtbehörde (CSA). Das Gelände grenzt unmittelbar an den Flughafen Saint-Hubert. Das John H. Chapman Space Centre wurde 1992 eröffnet. Benannt wurde die Anlage nach John H. Chapman, einem kanadischen Raumfahrtpionier, der die kanadische Raumfahrt in der Gründungszeit wesentlich beeinflusste.

## Einrichtungen
Neben der Verwaltung der Behörde und den Büros der kanadischen Astronauten befinden sich noch weitere Einrichtungen an diesem Standort. Diese Anlage verfügt über:
- einen schalltoten/reflexionsarmen Raum, in dem die Antennen von Satelliten überprüft werden,
- eine Entwicklungsabteilung für Prototypen, die dort entwickelt und auf Funktionsfähigkeit getestet werden, wie z. B. Canadarm 1 und 2, die jeweils bei den Space Shuttle bzw. der ISS Anwendung finden,
- ein Labor für optische (Laser-)Systeme,
- einen Reinraum, in dem mikroelektronische Komponenten entwickelt werden,
- ein Konferenzzentrum, das für verschiedene Aktivitäten genutzt wird u. a. für Schulausflüge,
- ein Gewächshaus außerhalb des Gebäudes für Forschungszwecke für eine Marsmission,
- ein Simulationszentrum für Trainingszwecke der Astronauten bei der Bedienung des Canadarm-2 sowie des Dextre Manipulators.
- einen Canadarm Simulator (BORIS - Basic Operational Robotic Instructional System) zur Simulation von Situationen, die im Weltraum auftreten können,
- ein Labor für elektromechanische Mikrosysteme,
- eine Mars-Simulationsfläche hinter dem Gebäude, die der Marserde sehr ähnlich ist, zur Erprobung von fahrbaren, automatisierten Marsrover,
- ein Nutzlast-Kontrollzentrum,
- Nachbauten der ISS-Komponenten für Übungszwecke,
- das Kontrollzentrum für RADARSAT-1, RADARSAT-2,  und andere Satelliten, sowie für Canadarm 2 und Dextre an der ISS.
- ein Flugkontrollzentrum (vergleichbar mit dem Lyndon B. Johnson Space Center in Houston, Texas, USA).